# Guianacara geayi
Guianacara geayi är en fiskart som först beskrevs av Pellegrin 1902.  Guianacara geayi ingår i släktet Guianacara och familjen Cichlidae. Inga underarter finns listade i Catalogue of Life.